# Горбунов, Александр Владимирович (политик)
Александр Владимирович Горбунов (укр. Олександр Володимирович Горбунов, 13 февраля 1969, Кировоград, УССР, СССР) — украинский политический деятель. Депутат Верховной рады Украины VIII созыва.

## Биография

### Образование
- Кировоградский государственный технический университет по квалификации «Специалист по менеджменту организаций» (1997-2003 гг.).
- Кировоградский Открытый международный университет развития человека "Украина" по квалификации "Юрист" (1998-2001 гг.).
- Магистратура Кировоградского национального технического университета, квалификация «Магистр по менеджменту организаций» (2003–2004 гг.).
- Кандидат экономических наук.

### Трудовая деятельность
- Трудовой путь начал в 1986 столяром Кировоградского производственного швейного объединения.
- 1987 – 1989 гг. – военная служба в рядах Вооруженных Сил СССР. С 1989 г. руководитель военно-патриотического объединения «Воин», тренерско-преподавательская деятельность.
- 1991 – 1992 гг. – директор малого государственного предприятия «Центр физического и духовного совершенствования «Цунами».
- С конца 1992 по 2014 гг. работал на руководящих должностях коммерческих предприятий, занимался предпринимательской деятельностью.
- 2014 – 2019 гг. - народный депутат Украины VIIІ созыва, председатель подкомитета по вопросам расходов государственного бюджета Комитета Верховной рады Украины по бюджету.
- 2019 г. – по настоящее время коммерческий директор ООО «ТОРГОВЫЙ ДОМ «ГРАНД-ТРЕЙД», частный предприниматель.
- С мая 2020 г. - советник Министра финансов Украины на общественных началах.
- С апреля 1992 г. по сентябрь 1993г. директор исполнительной дирекции Кировоградского отделения Фонда социальной адаптации молодежи Украины.
- С апреля 1992 г. по май 1996 г. – заместитель директора по внешнеэкономическим связям фирмы «Смальта».
- С мая 1996г. по январь 1997г. – коммерческий директор ООО «С. С. Ж.»
- С января 1997г. по август 1997 г. - коммерческий директор ПКФ "Элва".
- С августа 1997г. по июнь 2000 г. - коммерческий директор частного предприятия "Сенс-Агро".
- С июля 2000 г. - коммерческий директор ООО "Фирма "СД Лтд".
- С 25 октября 2014 года по 29 августа 2019 года - народный депутат Украины VIII созыва
- Как народный депутат входил в состав Комитета Верховной Рады Украины по бюджету, как Председатель подкомитета по вопросам расходов государственного бюджета Украины.
- Член Межведомственной комиссии по государственным инвестиционным проектам.
- Член Межведомственной рабочей группы по реформированию системы обеспечения жильем военнослужащих Вооруженных сил Украины.
- Глава межведомственной комиссии по финансированию проектов социально-экономического развития отдельных территорий.
- Автор и инициатор Постановления №4222 о переименовании города Кировоград в город Кропивницкий.
- Инициатор законопроекта о внесении изменений в Конституцию Украины (переименование Кировоградской области).
- Автор и инициатор ряда проектов, реализуемых за счет государственного бюджета: реконструкции парков, стадионов, образовательных, внешкольных и медицинских учреждений, ремонты и строительство ряда инфраструктурных объектов, финансирование культурно-спортивных проектов.
- Заместитель руководителя группы по межпарламентским связям с Королевством Швеция и входит в состав групп по межпарламентским связям с Соединенными Штатами Америки, Федеративной Республикой Германия, Канадой, Королевством Норвегия, Китайской Народной Республикой.
- С октября 2020 года – депутат Кировоградского областного совета, председатель фракции.

Политическая деятельность
- 2010-й год – 2014-й год – Депутат Кировоградского городского совета от Политической партии "Фронт Змін", глава фракции.
- 2014-й – 2019-й год – депутат Верховной Рады 8-го созыва от Политической партии "Народний Фронт".
- с 2020 года - Депутат Кировоградского областного совета от Политической партии "За майбутнє", глава фракции.

### Общественная и иная деятельность
- Президент Федерации спортивного туризма Украины с 15 января 2022 года
- Основатель БФ "Благотворительный фонд Александра Гобунова "Всегда рядом""
- Президент "Ассоциации боевых искусств" Кировоградской области;
- Председатель обособленного подразделения ОО "Украинская федерация ученического спорта" в Кировоградской области;
- Соучредитель общественной организации «Кировоградская областная общественная организация „Совместный дом"
- Автор и инициатор Национального фестиваля искусств "Кропивницкий" ("КропФест").
- Инициатор ежегодных межконфессиональных молитвенных завтраков в Кропивницком
- Инициатор массовых ежегодных мер по велообществу.
- Автор и инициатор ежегодного общешкольного проекта "Спортивный город - здоровая нация".
- Автор книги "Кропивницкий: операция "Декоммунизация".

### Награды
- Награжден Святейшим Патриархом Киевским и всея Руси-Украины Филаретом медалью «За жертвенность и любовь к Украине».
- Награжден отличием исполнительного комитета Кировоградского городского совета «За заслуги» ІІ степени.
- Награжден Митрополитом Киевским и всея Украины Эпифанием орденом «Святителя и чудотворца Николая».